# Xenosoma geometrina
Xenosoma geometrina är en fjärilsart som beskrevs av William Schaus 1910. Xenosoma geometrina ingår i släktet Xenosoma och familjen björnspinnare. Inga underarter finns listade i Catalogue of Life.